# Ingluviotomie
Als Ingluviotomie (lateinisch ingluvies: Kropf, Schlund; griechisch τομή, tome: Schnitt) bezeichnet man die chirurgische Eröffnung des Kropfes bei Vögeln. Indikation sind vor allem Fremdkörper im Kropf, seltener auch Kropfsteine oder Tumoren. Kleinere Fremdkörper passieren den Kropf meist schnell und kommen im Drüsenmagen zu liegen. Auch hier kann bei größeren Vögeln eine Ingluviotomie angezeigt sein, um endoskopisch vom Kropf in den Magen vorzugehen. Die Eröffnung des Kropfes erfolgt von der rechten Halsseite unmittelbar vor dem Brustbein.